# Apple Look Around
Apple Look Around ist eine in Apple Maps enthaltene Technologie, die interaktive Panoramen von Positionen entlang einer Reihe von Straßen in verschiedenen Ländern bereitstellt. Ähnlich wie das bekannte Google Street View ermöglicht Look Around dem Benutzer, 360°-Bilder auf Straßenebene mit sanften Übergängen während der Navigation durch die Szene anzuzeigen. Look Around wurde mit iOS 13 auf der Worldwide Developers Conference im Juni 2019 vorgestellt und am 19. September 2019 als Teil von iOS 13 veröffentlicht.

## Hintergrund
Anfang 2015 wurden an verschiedenen Orten in den USA Fahrzeuge gesichtet, die mit zwölf Kameras und Lidar-Sensoren ausgestattet waren. Diese Fahrzeuge gehörten Apple und wurden auch in Ländern wie Großbritannien, Irland, Frankreich und Schweden gesehen. Im Juni 2015 gab Apple auf seiner Website bekannt, dass die Fahrzeuge Daten sammelten, um Apple Maps zu verbessern. Außerdem behauptete Apple, die Privatsphäre zu schützen, indem Gesichter und Nummernschilder unkenntlich gemacht würden. 2018 bestätigte Apple in einem Artikel, dass Apple Maps neu aufgebaut werde, wobei die ersten Ergebnisse in Kalifornien eingeführt würden.
In iOS 14 veröffentlichte Apple eine neue Funktion in Apple Maps namens Refine Location, bei der der Benutzer die Umgebung scannt und seinen Standort aktualisiert, wenn Daten von geringer Qualität vorhanden sind. Dies funktioniert mit Look Around, da dieselben Daten verwendet werden, um bei der Genauigkeit der Standorte zu helfen.
Seit dem 26. Juli 2022 ist fast ganz Deutschland von der Funktion abgedeckt, seit dem 15. Dezember 2022 auch Liechtenstein und die Schweiz. Seit dem 26. September 2023 ist auch Österreich vollständig abgebildet.

## Abdeckung

Länder, von denen Look-Around-Aufnahmen verfügbar sind.
Länder, von denen teilweise Look-Around-Aufnahmen vorhanden sind
Länder, von denen Look-Around-Aufnahmen geplant werden (offiziell)

| Land                   | |
| ---------------------- | --- |
| Andorra                | Vollständige Abdeckung |
| Australien             | Vollständige Abdeckung |
| Belgien                | Vollständige Abdeckung |
| Dänemark               | Vollständige Abdeckung (außer Färöer-Inseln und Grönland) |
| Deutschland            | Vollständige Abdeckung (außer den nord- und ostfriesischen Inseln sowie Helgoland) |
| Finnland               | Vollständige Abdeckung |
| Frankreich             | Vollständige Abdeckung des französischen Festlandes |
| Griechenland           | Vollständige Abdeckung |
| Hongkong               | Vollständige Abdeckung |
| Irland                 | Carlow, Cavan, Dublin, Kildare, Laois, Longford, Louth, Meath, Monaghan, Offaly, Westmeath, Wexford, Wicklow |
| Israel                 | Vollständige Abdeckung |
| Italien                | Vollständige Abdeckung |
| Japan                  | Chiba, Fukuoka, Himeji, Hiroshima, Kanazawa, Kawasaki, Kitakyūshū, Kobe, Kumamoto, Kyoto, Nagoya, Niigata, Okayama, Osaka, Saitama, Sakai, Sapporo, Sendai, Shizuoka, Takamatsu, Tokio, Utsunomiya |
| Kanada                 | Vollständige Abdeckung in allen Provinzen (außer den Territorien) |
| Kroatien               | Vollständige Abdeckung |
| Liechtenstein          | Vollständige Abdeckung |
| Luxemburg              | Vollständige Abdeckung |
| Neuseeland             | Vollständige Abdeckung |
| Niederlande            | Vollständige Abdeckung (ohne Niederländische Karibik) |
| Norwegen               | Vollständige Abdeckung |
| Österreich             | Vollständige Abdeckung |
| Polen                  | Vollständige Abdeckung |
| Portugal               | Kontinentalportugal |
| San Marino             | Vollständige Abdeckung |
| Schweden               | Vollständige Abdeckung |
| Schweiz                | Vollständige Abdeckung |
| Singapur               | Vollständige Abdeckung |
| Slowenien              | Vollständige Abdeckung |
| Spanien                | Vollständige Abdeckung (ohne Ceuta und Melilla) |
| Taiwan                 | Vollständige Abdeckung |
| Tschechien             | Vollständige Abdeckung |
| Ungarn                 | Vollständige Abdeckung |
| Vereinigtes Königreich | Edinburgh, Gibraltar, London |
| Vereinigte Staaten     | Anaheim, Atlanta, Austin, Bakersfield, Boston, Charlotte, Chicago, Dallas, Denver, Detroit, Fresno, Houston, Jacksonville, Las Vegas, Los Angeles, Miami, Minneapolis, Monterey Bay, New York City, Oahu, Orlando, Palm Springs, Philadelphia, Phoenix, Portland, Raleigh, Riverside, Sacramento, Salt Lake City, San Antonio, San Bernardino, San Diego, San Francisco Bay Area, San Luis Obispo–Morro Bay–El Paso de Robles, Santa Barbara, Santa Cruz, Seattle, Tampa Bay, Washington, D.C., Yosemite Valley. |